# Padavine
Padavíne so vse oblike kondenzirane vodne pare, ki se pojavljajo na Zemljinem površju ali v njenem ozračju v tekočem ali trdnem stanju. Te se lahko pojavijo neposredno na Zemljini površini ali pa na predmetih na njej, lahko pa se zbirajo v oblakih in iz njih padajo na zemeljsko površino. Padavine so del vodnega kroga, in ustvarjajo zaloge sladke vode na našem planetu.

## Kako padavine nastajajo

### Vodni krog
Vodni krog je neprestano kroženje vode v Zemljini hidrosferi.
Zaradi sončne toplote pridejo v ozračje vodni hlapi, nevidni plini, predvsem z izhlapevanjem z morskih površin in vlažnih tal, oddajajo pa jo tudi živa bitja. Vodna para je malo lažja od zraka, se dviga v višine in potuje z vetrovi. V višinah se vodna para zgosti v oblake in padavine ter pade nazaj na tla ali v morje. Na tleh se združuje in zbira. Ena tretjina padavinske vode kmalu izhlapi zaradi sončne toplote, dve tretjini pa po površju ali pod zemljo odtečeta v potoke in reke ter se končno vrneta v morje. Nekaj vode vsrkajo rastline in se nato zaradi transpiracije (izhlapevanja) rastlin delno vračajo v ozračje. Tako voda v naravi stalno kroži.

### Kondenzacija
Padavine začnejo nastajati, ko se relativno topel, vlažen zrak dviguje. Ko se zrak ohlaja, se vodni hlapi začnejo kondenzirati na kondenzacijskih jedrih in tako oblikujejo oblake. Ko kapljice dovolj zrastejo, nastanjejo padavine. Kapljice lahko rastejo na več načinov:

### Rast kapljic
Dvigovanje zraka, kondenzacija in nastanek oblačnih kapljic ne zadostujejo za padavine. Obstajati mora mehanizem, s katerim bodo oblačne kapljice ali ledeni kristali zrasli, da bodo dovolj težki in bodo padli iz oblaka kot pršenje, dež, sneg, toča, ....

#### Zlitje
V oblakih kjer se temperatura ne spusti pod -15 °C, so oblačne kapljice vseh velikosti, ki se razlikujejo po hitrosti padanja. Večje in hitrejše kapljice dohitevajo manjše in se z njimi združijo. Ta mehanizem se imenuje zlivanje ali koalescenca. Nastala količina dežnih kapljic je odvisna od vodnosti oblaka, to je od količine dežnih kapljic, velikostnega spektra kapljic, jakosti vzgornika, ki določa čas, ki ga ima kapljica na razpolago za rast, in tudi od električnega naboja, ki ga prenašajo kapljice.

#### Bergeronov proces
Bergeronov proces se pojavi, ko super ohlajene (podhlajene) kapljice in ledeni kristalčki v oblaku medsebojno vplivajo da ustvarijo hitro rast ledenih kristalčkov, ki padejo iz oblaka in se med tem stopijo. Ta proces se najpogosteje ustvari v oblakih kateri imajo vrhove hladnejše od -15 °C. 
Podatek, da voda zmrzne pri 0 °C, drži pri normalnih pogojih. V oblaku kjer je voda v obliki zelo majhnih oblačnih kapljic, je njihova temperatura lahko tudi do -40 °C. Take kapljice imenujemo podhlajene kapljice. V atmosferi je le ena od milijon oblačnih kapljic zmrznjena pri -10 °C, par sto pri -30 °C, in šele pod -40 °C jih bo večina v obliki ledenih kristalov. 
- Ker je ravnovesni tlak vodne pare nad ledom manjši kot nad vodo pri isti temperaturi, bodo oblačne kapljice v prisotnosti ledenih kristalov začele izhlapevati, ledeni kristali pa se bodo večali.
- Ledeni kristali rastejo zaradi trkanja v podhlajene oblačne kapljice, ki po stiku takoj zmrznejo.
- Ledeni kristali rastejo na osnovi hitrosti padanja. Večji kristali so težji in padajo hitreje in pod sabo pobirajo manjše, počasneje padajoče ledene kristale.

#### Vrtinec
Proces trčenja in ujetja v vodni razor (vrtinec, “wake”) se pojavlja v oblakih s toplejšimi vrhovi, v katerih trčenje padajočih in dvigajočih se kapljic ustvari vedno večje kapljice, katere pa so že dovolj težke, da premagajo zračne tokove in dvigajoči se zrak ter padejo na površje zemlje kot dež. Ko kapljica pada skozi manjše kapljice ki jo obdajajo, ta ustvari vodni razor (vrtinec oz. “wake”), ki pritegne manjše kapljice do trčenj. Ta metoda nastanka deževne kaplje je primarni mehanizem v nizkih strato-oblakih in majhnih kumulusih v tropskih regijah. Običajno ustvari manjše deževne kapljice in prš. 

## Oblike padavin

### Nastajajo v oblakih ali na zemeljski površini
Oblike padavin, ki nastajajo v bližini zemeljske površine ali na njej:
|  |  |  |

- rosa
- slana ali pozeba
- ivje
- žled
- poledica

Oblike padavin, ki padajo iz oblakov:
|  |  |  |

- dež
- pršenje
- virga
- sneg
- ledene iglice
- sosnežica (sneg pomešan z dežjem)
- zrnat sneg, sodra, babje pšeno
- toča

Za vse te oblike padavin uporabljamo skupni izraz hidrometeorji.

### Konvekcijske padavine
Konvekcijske padavine (deževne in snežene plohe in nevihte) nastanejo, če se zemeljsko površje segreje, zrak se hitro dviga v ozračje in se adiabatno ohlaja (topel zrak pri tleh je bolj gost, če se dvigne v višje plasti, kjer je zrak redkejši, se dvignjeni gostejši zrak lahko širi, pri tem pa porablja del toplotne energije). Vlaga se začne izločati (kondenzirati) in nastanejo padavine. Te padavine so značilne po kratkotrajnih nalivih, ki pa imajo pogosto veliko intenzivnost. Običajno so to poletne popoldanske padavine. Značilne so za ekvator.
Nastanejo iz konvektivnih oblakov, npr. iz kumulonimbusa – iz temnih kopastih oblakov. Lahko je v obliki plohe, katere intenzivnosti se hitro lahko spremeni. Pogosto pada lokalno omejeno, saj so konvektivni oblaki horizontalno omejeni v svojem obsegu. Glavne oblike padavin, ki se sproščajo iz kumulonimbusov, so velike dežne kaplje in sneg v veliki kosmih. Ti oblaki povzročajo tudi točo, babje pšeno ali pa sneg z dežjem.

### Ciklonske padavine
Ciklonske padavine nastanejo ob prehodu tople in hladne fronte, ko se mora topli zrak, ki je lažji, dvigniti nad hladnega. To povzroča kondenzacijo in padavine. Cikloni prinašajo zmernemu pasu (zunaj območij izrazitih orografskih ovir) največ padavin. Padajo iz nepretrganih plasti oblakov in to iz altostratusov, nimbostratusov in stratusov. Značilne so za območje zmernega pasu in nastanejo ob frontah, to je ob narivanju hladnih zračnih gmot na tople.
Glavna oblika teh padavin je dež v topli in sneg v hladni polovici leta. Dežne kapljice so srednje in manjše velikosti, sneg pa ima obliko šesterokrakih zvezdic, iz katerih so sestavljeni snežni kosmi.

### Orografske padavine
Orografske padavine nastanejo, kadar vetrovi dvignejo vlažen zrak čez orografske ovire (gorske pregrade). Zrak se ohlaja, posledica so padavine. Največ padavin je povsod tam, kjer vlažne zračne mase naletijo na izrazitejša gorska pobočja, na Slovenskem prvi obronki Julijskih Alp, ki gledajo proti morju.

## Merjenje padavin
Padavine, ki padajo iz oblakov merimo tako, da določimo, kako visoka plast vode v milimetrih je padla v določenem časovnem obdobju na zemeljsko površino. Padavine, ki padejo v trdnem stanju, se morajo najprej stopiti v tekoče stanje. Instrumenti za merjenje padavin: dežemer, pluviograf ali ombrograf, totalizator, snegomer in tehtnica za merjenje gostote snega.
Količino padavin merimo v milimetrih, lahko pa tudi v litrih na kvadratni meter. Količina padavin 1 mm je enaka 1 litru/m². Ob tem je pomembna tudi navedba časovnega intervala, ki je lahko 24 ur ali v primeru močnih padavin tudi krajši, na primer samo za čas neurja (primer: v dveh urah je padlo 25 mm dežja), Podatke o množini padavin prikazujemo v klimogramih s stolpci, prostorsko pa na vremenskih kartah.

### Količina padavin v različnih delih Slovenije
Slovensko ozemlje ima veliko padavin zaradi bližine Jadranskega morja. Od tam prihaja vlažen zrak, ki se ocedi ob južnih Alpah. Ko pa zračne mase prekoračijo gorske pregrade, se padavine zmanjšujejo. Če pa vlažen zrak spet zadene ob gorsko pregrado, se količina padavin spet stopnjuje, vendar slabše, odvisno od višine gorske pregrade. Manjše količine so v širših dolinah in kotlinah, ker so gorske pregrade daleč vsaksebi. Na V in JV je slovenski svet odprt v Panonsko nižino, tu je celinsko podnebje, pozimi ni veliko padavin, največ jih je v zgodnjem poletju. Tudi kraji ob morju imajo več padavin zaradi bližine gorskih obodov.
Največ padavin prejme SZ del (orografske, ciklonske). Padavine zajemajo proti V, kjer se v poletnih mesecih izkazuje sušnost (najmanj tudi primorje). Obrobne kraške planote predstavljajo izrazito orografsko pregrado ali prehod med “sušnim” in “vlažnim” delom Slovenije.

### Rekordne deževne padavine
V tropskih območjih je v zraku obilica vodne pare, dovolj pa je tudi sončnega sevanja, zato ne preseneča dejstvo, da so padavinski rekordi izmerjeni prav tam. Največja izmerjena letna količina padavin v kateremkoli 12-mesečnem obdobju je bila izmerjena v mestu Čarapundži v Indiji, v pokrajini pridelovanja čaja Asam. Od avgusta 1860 do julija 1861 so tam izmerili 26270 mm padavin. Ista postaja je zabeležila tudi največjo mesečno količino padavin, 2930 mm, v juliju 1861. Največja količina padavin v 24 urah prihaja z otoka Reunion v zahodnem Indijskem oceanu, kjer so med 15. in 16. marcem 1952 izmerili 1870 mm padavin.